# Basilique de l'Immaculée-Conception de Kiện Khê
Cette  basilique n’est pas la seule basilique de l'Immaculée-Conception.
La basilique de l’Immaculée-Conception de Kiện Khê ou basilique Sở Kiện (en vietnamien : Vương cung thánh đường Sở Kiện ou Nhà thờ Kẻ Sở) est une cathédrale de l’Église catholique construite à Kiện Khê (vi), capitale du district rural de Thanh Liêm, province de Hà Nam, dans le delta du Fleuve Rouge, au nord du Viêt Nam, dans l’ancien Tonkin.
Elle fut construite par les Français, commencée en 1877 et achevée en 1882. Elle fut consacrée par Paul-François Puginier, vicaire apostolique du Tonkin occidental.
Elle a servi de cathédrale diocésaine de 1882 à 1936.
Elle a été élevée au rang de basilique mineure le 24 juin 2010 et constitue donc l'une des quatre basiliques du Vietnam.